# Патріотизм

Меморіал битви під Крутами 1918 року

Патріоти́зм (грец. πατριώτης — земляк, грец. πατρίς та лат. patria — батьківщина) — громадянське почуття, змістом якого є любов до Батьківщини і готовність пожертвувати своїми інтересами заради неї, відданість своєму народові, гордість за надбання національної культури, особливе емоційне переживання своєї приналежності до країни, мови, історії, традицій, готовність діяти в інтересах вітчизни та постати на її захист у разі необхідності.
Містить ряд важливих морально-етичних, етнічних, культурних, політичних та історичних аспектів; тісно пов'язаний з націоналізмом.

## Пояснення
Патріотизм передбачає любов до духовних, культурних і матеріальних цінностей своєї Батьківщини, бажання збереження її характерних особливостей, її культурного надбання та захист інтересів своєї громади, народу в цілому.
Історичне джерело патріотизму — це формування прив'язаності до релігії в традиціях своїх предків, землі свого народження, рідної мови, народних традицій та культури.
Філософи та політологи визначають патріотизм як суспільний і моральний принцип, який характеризує ставлення людей до своєї країни та проявляється у певному способі дій і складному комплексі суспільних почуттів, що узагальнено називається любов'ю до своєї Батьківщини. Це одне з найглибших почуттів, яке закріплювалося століттями розвитку відокремлених етносів. Це соціально-політичне явище, якому притаманні природні витоки, власна внутрішня структура, що в процесі суспільного розвитку наповнювалася різним соціальним, національним і класовим змістом.
Соціальні психологи визначають патріотизм як певне моральне ставлення й оцінку особистістю елементів батьківщини. У конкретно-історичному розгляді, з'явившись внаслідок розвитку людського суспільства, соціально-моральне, у своїй основі, патріотичне почуття набувається особистістю не лише через біологічну спадковість, а неодмінно під впливом соціального середовища, виховання (соціалізації) у широкому розумінні слова.
Традиційним антагоністом патріотизму є космополітизм.